# John Horne Burns
John Horne Burns (geboren am 7. Oktober 1916 in Andover, Massachusetts; gestorben am 10. August 1953 in Livorno) war ein amerikanischer Schriftsteller.

## Leben
Burns, Sohn eines wohlhabenden irisch-katholischen Rechtsanwalts, besuchte in seiner Heimatstadt Andover die Phillips Academy und studierte anschließend Englische Literatur an der Harvard University (B.A. 1937). Von 1937 bis 1942 war er Lehrer an der renommierten Loomis School in Windsor, Connecticut. Nach dem Eintritt der Vereinigten Staaten in den Zweiten Weltkrieg wurde er 1942 eingezogen. Wegen seiner in Harvard erworbenen Italienischkenntnisse wurde er einer Aufklärungskompanie an der italienischen Front zugeteilt und war bis Kriegsende vor allem mit der Aufgabe betraut, die Briefe internierter italienischer Kriegsgefangener zu durchleuchten. Nach Kriegsende blieb er bis 1946 zunächst in Italien und schrieb dort sein erstes Buch The Gallery (dt. „Die Galerie“, auch erschienen als „Etappe Napoli“), das vor allem das Alltagsleben im kriegszerstörten Neapel zum Gegenstand hat; der Titel bezieht sich auf das geschäftige Treiben in der Galleria Umberto I, die sich in dieser Zeit nicht zuletzt wegen des blühenden Schwarzmarkts zum sozialen Mittelpunkt der Stadt entwickelte. The Gallery wurde von der Literaturkritik begeistert aufgenommen, entwickelte sich zum Bestseller und wurde in mehrere Sprachen übersetzt. Seine beiden weiteren Romane Lucifer with a Book (1949) und A Cry of Children (1952) wurden von den Kritikern jedoch einhellig verrissen. 1950 ließ sich Burns wieder in Italien nieder und verfiel dort dem Alkoholismus; 1953 starb er sechsunddreißigjährig an einer Gehirnblutung.
The Gallery, zwischenzeitlich fast vollkommen in Vergessenheit geraten, wird heute im Kanon der amerikanischen Literatur neben Gore Vidals Williwaw (1946), Norman Mailers The Naked and the Dead (1948), James Jones’ From Here to Eternity (1951) und Kurt Vonneguts Slaughterhouse-Five (1969) wieder zu den bedeutendsten Werken über die Erfahrung des Zweiten Weltkriegs gezählt, aufgrund seiner recht unverblümten Darstellung von Homosexualität ist der Roman zudem zunehmend in das Blickfeld von Historikern der Gay literature geraten.

## Werke
- The Gallery. Harper & Brothers, New York und London 1947. 
  - Neuausgabe mit einer Einleitung von Paul Bailey: Hogarth Press, London 1988, ISBN 0701206640.
  - Neuausgabe mit einer Einleitung von Paul Fussell: New York Review Books, New York 2004, ISBN 1590170806.
  - deutsche Ausgabe: Die Galerie. Deutsch von Günther Birkenfeld. Stahlberg, Karlsruhe 1951.
- Lucifer with a Book. Harper, New York 1949.
- A Cry of Children. Harper, New York 1952.